# 엘레나 케이건

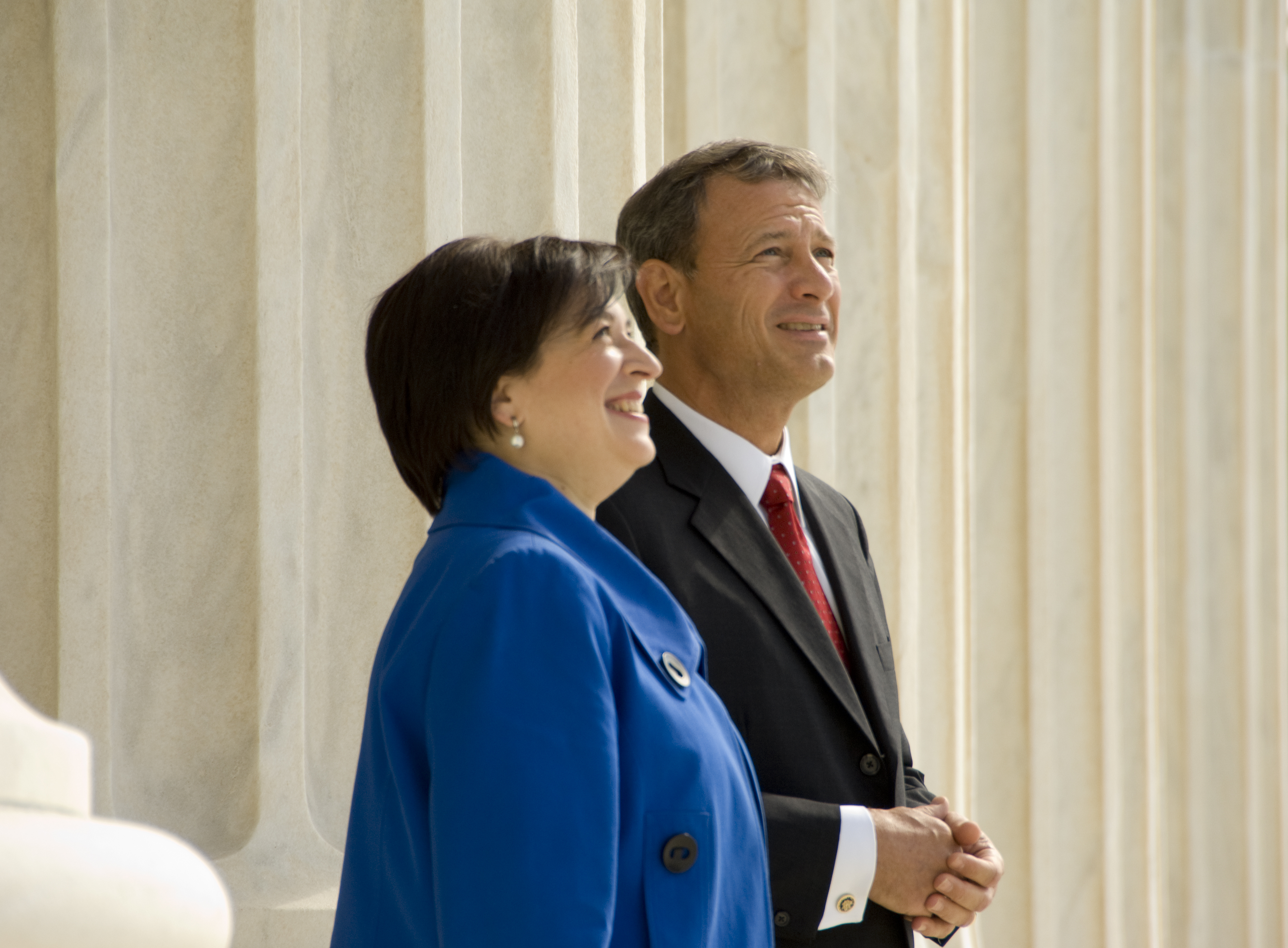
연방 대법원의 케이건 대법관과 로버츠 대법원장

엘레나 케이건(영어: Elena Kagan, 1960년 4월 28일 ~ )은 미국의 대법관이다.
케이건은 뉴욕 시에서 태어나 자랐다. 케이건은 프린스턴 대학교, 옥스퍼드 대학교, 하버드 로스쿨을 졸업한 뒤, 연방 D.C. 순회 항소법원의 애브너 미크바(Abner J. Mikva) 판사 밑에서 1년간, 연방 대법원의 서드굿 마셜(Thurdgood Marshall) 대법관 밑에서 1년간 재판연구원(law clerk)으로 일했다. 이후 워싱턴 DC 송무 로펌 윌리엄즈 & 코놀리(Williams & Connolly)에서 변호사(associate)로 활약했다. 그후 시카고 대학교 로스쿨에서 교수직을 시작했으나 빌 클린턴의 백악관 법률 고문역을 위해 교수직을 떠났고, 나중에는 정책 자문 위원이 되었다. 연방 D.C. 순회 항소법원의 판사로 지명되었지만, 이 후 아무런 조치가 없어 실제 임명되지는 못했고, 하버드 로스쿨에서 교수로 일하기 시작해 하버드 로스쿨 학장의 자리에 오른다.
버락 오바마 대통령은 2009년 1월 26일, 케이건을 송무 담당 차관에 임명했다. 2010년 5월 10일, 오바마 대통령은 2009년 ~ 2010년 회기 이후에 사임할 의사를 밝힌 스티븐스 미국 연방 대법원 대법관의 후임으로 케이건을 지명했다.

## 가족 및 성장 환경
케이건은 뉴욕 어퍼 웨스트 사이드에서 세 아이 중 가운데 아이로 태어났다. 케이건의 어머니인 글로리아 지틀먼 케이건은 헌터 칼리지 초등학교에서 5학년과 6학년을 가르치는 교사였으며, 아버지인 로버트 케이건은 변호사였다. 엘레나 케이건의 오빠와 남동생은 어머니를 따라 공립 학교 교사로 일하고 있다.
케이건과 가족들은 웨스트 엔드가와 75번가가 만나는 곳에 있는 3층 아파트에 살았고, 링컨 스퀘어 시나고그에 다녔다. 함께 법률 사무소 파트너로 빌 루릭에 따르면, 케이건은 어릴 적부터 독립적이고 의지가 강했으며, 그녀의 바트 미쯔바(유대교 여성 성인식)에 관해 정통파 유대교 랍비와 의견 충돌을 빚기도 했다고 한다. 루릭은 "케이건은 바트 미쯔바가 어때야 하는지에 대한 강한 의견을 갖고 있었고, 이 의견과 랍비의 바람과 잘 맞지 않았지요. 하지만 케이건은 이 문제를 잘 해결했습니다. 랍비와 협상을 했고, 모두를 만족시킬 수 있는 결론을 이끌어 냈습니다"라고 케이건에 대해 평했다. 케이건의 랍비인 슐로모 리스킨은 바트 미쯔바 의식을 이전에 치뤄본 적이 없었다.
리스킨은 "엘레나 케이건은 바트 미쯔바 의식이 시나고그에서 이뤄져야 하고, 바르 미쯔바 의식보다 절대 덜 중요하지 않다는 신념을 가지고 있었지요... 이 바트 미쯔바가 우리가 처음으로 해본 정식의 바트 미쯔바였습니다"라고 말했다. 케이건은 토요일 아침 토라의 일부분을 읽겠다고 했고, 결국 케이건은 1973년 5월 18일 금요일 밤에 룻기를 읽었다. 케이건은 보수파 유대교로 알려져 있다.
어릴적 친구였던 마가렛 레이먼드는 케이건이 십대 시절에 담배를 폈으나 파티를 좋아하거나 하는 날라리는 아니었다고 회상했다. 토요일 밤이 되면 레이먼드와 케이건은 "메트로폴리탄 미술관 계단에 앉아서 얘기하곤 했"다고 한다. 또 케이건은 문학을 좋아했고, 제인 오스틴의 오만과 편견을 매년 다시 읽곤 했다고 한다. 케이건은 판사의 법복과 사회봉을 들고 1977년의 헌터 칼리지 고등학교의 졸업 앨범 사진을 찍기도 했다.
케이건의 사진 옆에는 전 대법관인 펠릭스 프랑크퍼터가 "정부는 그 자체로 예술이다... 가장 민감한 예술 중 하나다."라고 한 말이 적혀있었다. 고등학교를 졸업하고 케이건은 프린스턴 대학교로 진학했다. 프린스턴에서 케이건은 역사학자 션 윌레츠와 함께한 "최후의 충돌로: 1900년과 1933년 간의 뉴욕 시의 사회주의"라는 졸업 논문에서 20세기 초의 뉴욕 시에서 일어난 사회주의 운동을 연구했다. 이 논문에서 케이건은 "내부의 갈등을 통해, 사회당은 자신의 힘을 스스로 소진시켜버렸다... 이 이야기는 사회주의의 쇠퇴 반 세기 뒤에도 미국을 변화시키고 싶어하는 사람들에게 슬프고도 뼈아픈 이야기다"라고 적었다.
지도교수였던 윌렌츠는 이에 대해 "케이건은 그 주제에 흥미가 있었다. 어떤 주제를 연구하는 것은 그 주제를 찬성한다는 말은 아니다"라며 사회주의를 변호하고자 쓴 말이 아니라고 했다. 윌렌츠는 케이건이 "이 나라에서 가장 으뜸가는 리걸 마인드를 가지고 있으며, 여전이 위트가 넘치고, 사교성도 있고, 현실주의적인 사람으로 내가 케이건의 학부 생활을 기억한다는 사실이 자랑스럽다"고 말했다. 케이건은 1981년 프린스턴 대학을 역사학 전공으로 수마 쿰 라우데(최우수) 졸업했다.
프린스턴에서 케이건은 《일간 프린스토니안(Daily Princetonian)》의 편집장을 맡았다. 학생회 대표였던 엘리엇 스피처를 비롯해 8명의 학생으로 이뤄진 신문사에서 케이건은 "민주적 대학교를 위한 캠페인 선언"을 작성했다. 이 선언은 "대학교 감독의 근본적 변화"를 요구하며 프린스턴의 대학 행정을 "밀실 행정"이라 비난했다.
케이건은 프린스턴에서 수여하는 가장 영예로운 상 중 하나인 "대니얼 M. 삭스의 1960년 졸업 동기 장학금"를 받아 옥스퍼드 대학교 우스터 칼리지로 유학을 갈 수 있었다. 1983년 케이건은 옥스포드 대학에서 정치학 석사(M.Phil.) 학위를 받았다. 귀국 후 케이건은 하버드 로스쿨에 입학했고 재학중 성적이 가장 우수한 학생들만 들어갈 수 있는 《하버드 로리뷰(Harvard Law Review)》의 편집인으로 활동했다. 3년후 1986년 그녀는 마그나 쿰 라우데급의 우수한 성적으로 법무박사(J.D.) 학위를 받았다. 친구인 제프리 투빈은 케이건이 하버드 로스쿨에서 "처음부터 만만치 않은 생각을 갖고 있더라"면서 "케이건은 사람들이랑 잘 지냈지요. 가끔 하버드 로스쿨이 정치적으로 열기가 넘치며 파벌로 나뉠 때가 있지요. 그런데 케이건은 파벌들 간을 자유롭게 오고갔고 모두에게 존경을 받았어요"라고 회상하기도 했다.
케이건은 결혼한 적이 없으며, 자식도 없다.

## 법률가 및 교수로의 케이건
케이건은 1987년 연방 D.C. 순회 항소법원의 애브너 미크바 판사 아래서 재판 연구관으로 일했고, 1988년에는 연방 대법원의 서드굿 마셜 대법관의 재판연구관으로 일했다. 마셜은 160cm의 케이건에게 "쇼티"(shorty)라는 별명을 붙여주기도 했다. 이후 케이건은 송무로 유명한 워싱턴 DC 로펌 윌리엄스 앤 코놀리(Williams & Connolly)에서 변호사로 일하기 시작했다.
1991년에 케이건은 시카고 대학교 로스쿨의 교수가 되었으며 1995년에 종신권을 얻었다. 시카고 대학교에 있으며 케이건은 연방 대법원의 R.A.V. 대 세인트폴 시 사건 판결이 난 뒤, "R.A.V 사건 이후의 혐오 발언 및 포르노그래피에 대한 규제"라는 수정 헌법 1조에 대한 글을 썼다. 또 "사적 발언, 공적 목적: 수정 헌법 1조의 정신 아래서 본 정부 의도의 역할"은 정부가 규제를 위해 하는 발언의 중요성을 논했으며, "청문회의 잡음, 과거와 현재"라는 스티븐 카터의 책에 대한 리뷰에서는 법관 청문회 과정에 대해 이야기했다.
케이건의 동료들에 따르면 케이건의 동료들은 케이건에게 처음부터 찬사를 보내며 존경을 표했으며, "충분한 저작이 없다고 생각한 동료들의 침묵에도 불구하고" 케이건은 종신재직권을 받을 수 있었다."

## 백악관 및 법관 임용
1995년부터 1999년까지 케이건은 빌 클린턴의 백악관 법률 자문보와 대통령 국내 정책 자문보 및 국내 정책 위원회의 부위원장으로 일했다. 케이건은 이 직책에서 일하며 1997년 5월 13일 대통령에게 임신 후기 중절의 금지를 지지할 것을 요구는 메모를 다른 사람과 함께 작성했는데, 이 메모에는 "제1122호 하원법안에 대한 신뢰성을 지키고 하원이 거부권을 무효로 하게 만들고 싶지 않다면 탐 대슐을 지지할 것을 권유드립니다"라고 적혀 있었다.
1999년 6월 17일 클린턴은 케이건을 연방 DC 순회 항소법원에 제임스 버클리를 대신해 판사로 지명했다. 클린턴의 임기가 끝나면서 법관 지명은 취소되었다.

## 학계로 복귀
백악관의 지명이 무위로 돌아간 뒤 케이건은 1999년에 학계로 돌아왔다. 처음에는 시카고 대학교 로스쿨로 돌아가려 했으나, 종신직을 버리고 클린턴 정부에 너무 오래 있었기 때문에 케이건은 재임용되어야만 했고, 시카고 대학교는 케이건이 학계에 충분히 뜻이 있다고 생각하지 않아 재임용하지 않았다. 케이건은 곧 하버드 로스쿨에서 방문 교수로 일하기 시작했고, 하버드에 있으며 "대통령 정부"라는 미국 행정법과 미국 대통령에 관한 글을 하버드 로리뷰에 기고 했다.

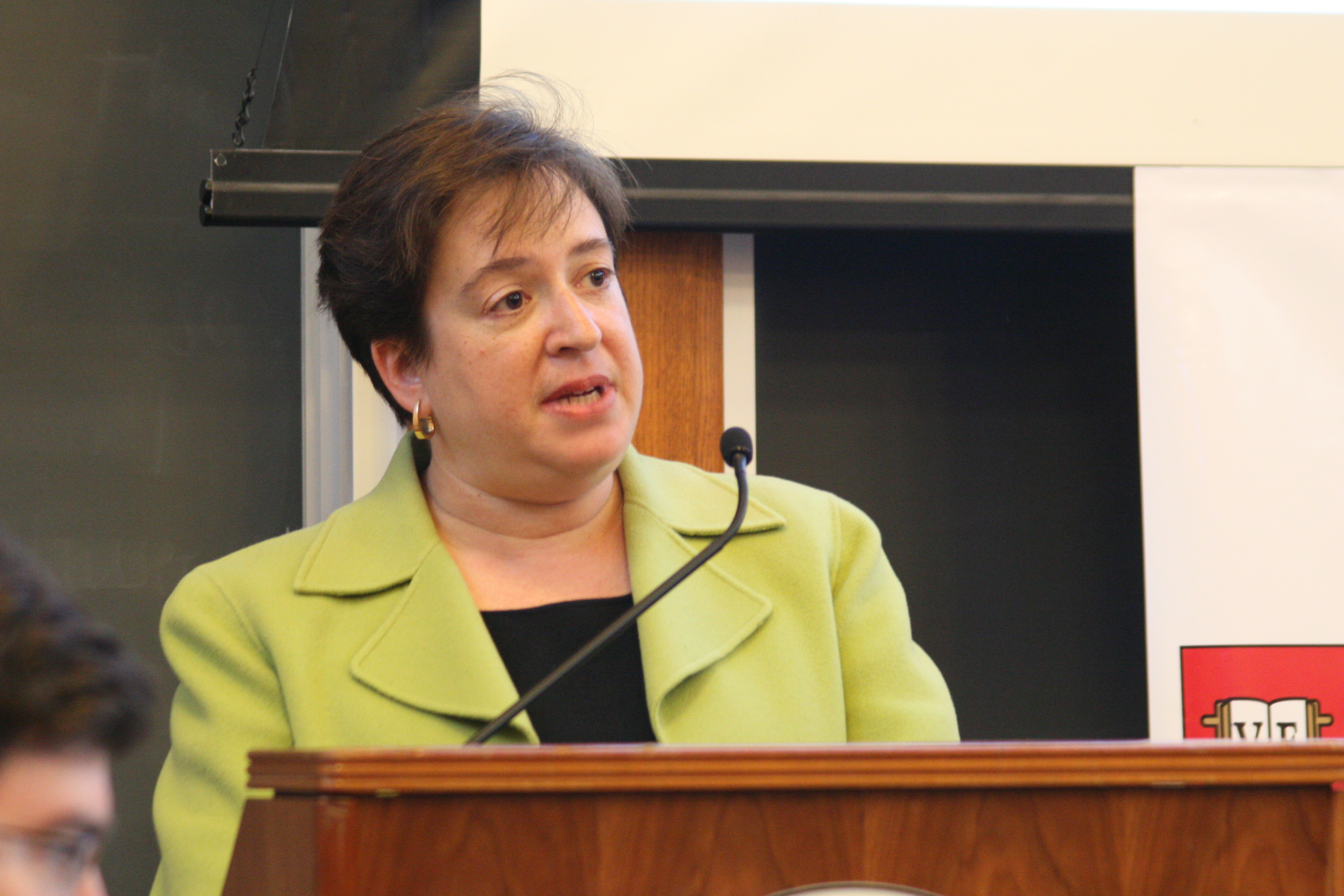
하버드 로스쿨 학장 시절 케이건

2001년에 케이건은 정교수 지위를 획득했고, 2003년에는 하버드 로스쿨 최초의 여자 학장에 올랐다.

## 송무 담당 차관
2009년 1월 5일, 당시 대통령 당선자였던 버락 오바마는 케이건을 송무 담당 차관으로 임명했다. 이 임명 전에 케이건은 법정 경험이 거의 없었다. 법정에서 소송을 해본 적도 없었고, 더군다나 대법원에서 소송을 해본 적도 없었다. 이런 임명은 일반적이진 않기는 했지만 두 명의 전직 송무 담당 차관인 로버트 보크와 케네스 스타 역시 대법원에서의 소송 경험이 없었다.